# Viso paranoico
Viso paranoico è un dipinto del pittore spagnolo Salvador Dalí, realizzato nel 1935 e facente parte di una collezione privata.

## Descrizione
Questo dipinto risente dell'influenza di Giuseppe Arcimboldo, la cui opera venne studiata da Dalí con molta attenzione. Il pittore spagnolo riprende così la ricostruzione della figura umana attraverso elementi bizzarri, che nella produzione di Arcimboldo sono soprattutto frutta e fiori.
La tela, complice il suo essere un'illusione ottica, può essere tranquillamente guardata sia in orizzontale, rivelando delle figure umane sedute dinanzi ad una capanna, che in verticale, mostrandoci un volto di donna. Con quest'opera Dalí vuole far comprendere che la natura, se osservata senza concetti precostituiti e limitazioni, può rivelarsi tramite immagini molto ambigue.
Non a caso il dipinto venne concepito secondo il metodo paranoico-critico, maturato dall'artista proprio all'inizio degli anni '30, secondo cui la mente, se lasciata libera di viaggiare, può dare origine a immagini, pensieri e accostamenti di cui non riesce a dare spiegazione.